# Carsten Borchgrevink
Carsten Egeberg Borchgrevink (1864 – 1934) va ser un explorador polar anglonoruec. Va ser el precursor de Robert Falcon Scott, Ernest Shackleton, Roald Amundsen i d'altres exploradors polars famosos. Els anys 1898–1900 dirigí la Southern Cross Expedition,finançada per gran Bretanya que establí un nou rècord de límit sud (Farthest South) a la latitud 78°50'S.
Borchgrevink s'inicià el 1894 a en la caça de balenes dels noruecs i durant va ser un dels primers a posar els peus en el continent antartic. L'expedició Southern Cross Expedition, va ser la primera a passar un hivern a l'Antàrtida i la primera a visitar la Gran Barrera de Gel des de l'expedició de Sir James Ross feta uns 60 anys abans. Tanmateix les fites de Borchgrevink no tingueren, en aquell moment gran repercussió.
Després de la Southern Cross Expedition, Borchgrevink va ser un dels tres científics enviats al Carib l'any 1902 per la National Geographic Society, per tal d'informar de les conseqüències d el'erupció del Mont Pelée. El 1930, la Royal Geographical Society finalment reconegué la contribució de Borchgrevink a les expedicions polars i el va premiar amb la Patron's Medal.